# Moskivșciîna, Romnî
Moskivșciîna (în ucraineană Москівщина) este un sat în comuna Dovhopolivka din raionul Romnî, regiunea Sumî, Ucraina.

## Demografie
Componența lingvistică a localității Moskivșciîna
     Ucraineană (97,3%)
     Rusă (2,7%)
Conform recensământului din 2001, majoritatea populației localității Moskivșciîna era vorbitoare de ucraineană (97,3%), existând în minoritate și vorbitori de rusă (2,7%).